# USF Pro 2000 Championship
Die USF Pro 2000 Championship (2019 bis 2022 Indy Pro Championship, 2013 bis 2018 Pro Mazda Championship, bis 2012 Star Mazda Series) ist eine US-amerikanische Monoposto-Rennserie, die hauptsächlich als Nachwuchsschmiede gedacht ist. Die Rennen der Serie werden häufig im Rahmenprogramm größerer Veranstaltungen, wie zum Beispiel bei den Rennen der IndyCar Series ausgetragen. Die Serie ist Bestandteil des Road-to-Indy-Systems der IndyCar Series. Sie liegt über der „U.S. F2000 National Championship“ und unterhalb der Indy NXT. Anfangs bestand die Serie aus sechs Divisionen, die allesamt nur in bestimmten Teilen der USA ihre eigene Meisterschaft austrugen. 1999 wurden diese Divisionen zu einer Serie zusammengefasst.
Es ist eine Rennserie, in der viele Teile des Fahrzeuges vom Reglement her vorgeschrieben sind, so dass die Autos auf der Strecke nahezu gleich sind und es auf den Fahrer ankommt. Die Autos werden von Race Cars of Pacoima, CA hergestellt, die Motoren stammen von Mazda. Die Fahrzeuge wurden so gebaut, dass sie vergleichsweise günstig sind, wodurch Teams diese Serie für ihren Einstieg in den Formelsport nutzen können. Seit der Saison 2006 wurde das Saisoneröffnungsrennen in Sebring, Florida, einen Tag vor dem 12-Stunden-Rennen von Sebring, ausgetragen. Die Meisterschaftsgewinner erhalten ein Stipendium für den Aufstieg in die Indy-NXT-Serie.
Die Serie gilt als Sprungbrett für talentierte Rennfahrer. So gelang es zum Beispiel Fahrern wie Scott Speed, Marco Andretti und Michael McDowell, durch die Serie in höhere Motorsportklassen aufzusteigen.

## Fahrzeuge
Bis einschließlich 2021 wurde mit dem Tatuus PM-18 gefahren. Das Fahrzeug entspricht den FIA-Formel-4-Sicherheitsstandard. Der Tatuus IP-22 ersetzt das Fahrzeug seit 2022.
Tatuus PM-22:
- Motor: Mazda MZR-PM18A (2,0 Liter, vorbereitet durch Elite Engines)
- Leistung: 202 kW (275 PS)
- Drehmoment: 258 Nm (190 ft. lbs.)
- Getriebe: Sequenzielles 6-Gang-Getriebe
- Höchstgeschwindigkeit: >265 km/h (165 mph)
- Gewicht: 530 kg
- Länge: 4370 mm
- Breite: 1915 mm

## Meister
| Saison | Meister             |
| ------ | ------------------- |
| 1999   | Joey Hand           |
| 2000   | Bernardo Martinez   |
| 2001   | Scott Bradley       |
| 2002   | Guy Cosmo           |
| 2003   | Luis Schiavo        |
| 2004   | Michael McDowell    |
| 2005   | Raphael Matos       |
| 2006   | Adrian Carrio       |
| 2007   | Dane Cameron        |
| 2008   | John Edwards        |
| 2009   | Adam Christodoulou  |
| 2010   | Conor Daly          |
| 2011   | Tristan Vautier     |
| 2012   | Jack Hawksworth     |
| 2013   | Matthew Brabham     |
| 2014   | Spencer Pigot       |
| 2015   | Santiago Urrutia    |
| 2016   | Aaron Telitz        |
| 2017   | Victor Franzoni     |
| 2018   | Rinus VeeKay        |
| 2019   | Kyle Kirkwood       |
| 2020   | Sting Ray Robb      |
| 2021   | Christian Rasmussen |
| 2022   | Louis Foster        |
| 2023   | Myles Rowe          |